# 江戸川区
江戸川区（えどがわく）は、東京都の区部東部に位置する特別区。
東京23区の東南端に位置し、東を流れる江戸川（旧江戸川を含む）を挟んで千葉県と向かい合う。

## 概要
江戸川区の面積はおよそ49平方キロメートルで、23区で4番目の広さを持つ。西を荒川と中川で区切られ、東は江戸川・旧江戸川で千葉県浦安市と市川市、松戸市に接し、南には東京湾を望む。
都心部へのアクセスの良さや公園の多さ、子育て世代への支援の充実などから若い世帯の多いベッドタウンとして発展し、2019年には人口が70万人を超えた。合計特殊出生率は中央区に次いで23区で2番目に高い。公園総面積は23区で最大であるが、加えて水辺の特色ある公園が多く、古川親水公園は日本初の親水公園である。また、葛西海浜公園は都内唯一のラムサール条約登録地である。
江戸川区は小松菜発祥の地としても知られる。小松川で江戸幕府第8代将軍徳川吉宗の鷹狩の際に献上され、地名から小松菜と命名されたと伝わる。現在でも都内の小松菜生産の約4割を担い、農業産出額は23区最大である。鹿骨などでは花卉栽培が盛んであり、特に毎年7月に台東区入谷で開催される朝顔市に出荷されるアサガオ（朝顔）の約6割は江戸川区産である。一之江や春江町では金魚養殖が盛んで、愛知県の弥富市、奈良県の大和郡山市とともに江戸川は金魚の三大産地として知られているが、開発が進んだ影響で今日では養殖池の多くは区外に移転している。
毎年8月に行われる江戸川区花火大会（千葉県市川市と共同開催）は約14000発が篠崎公園先の河川敷で打ち上げられ、市川市側も含めると全国最大の140万人近くの観客を集めている。

## 人口

### 昼夜間人口
企業や学校が集中する都心各区への通勤・通学者やその家族が住むベッドタウンとなっている地域が多い。人口は増加傾向にあり、昭和55年(1980年)に50万人、平成8年(1996年)に60万人を超え 、令和元年(2019年)には70万人を超えた。2020年1月時点で夜間人口(居住者)は700,079人。内訳は日本人が662,973人、外国人は37,054人であり、外国人数は過去最高を記録し外国人の転入が人口増加の要因の一つとなっている。2005年のデータでは夜間人口(居住者)は653,805人。区外からの通勤者と通学生および居住者のうちの区内に昼間残留する人口の合計である昼間人口は534,942人で、夜間人口の0.818倍になる。通勤通学者数で見ると区内から区外へ出る通勤通学者は198,502人、区外から区内へ入る通勤通学者は79,639人と、区外への通勤通学者の方が多い(東京都編集『東京都の昼間人口2005』平成20年発行142,143ページ)。国勢調査では年齢不詳の者が東京都だけで16万人いる。上のグラフには年齢不詳のものを含め、昼夜間人口に関しては年齢不詳の人物は数字に入っていないので数字の間に誤差は生じる ）。

### インド系住民
江戸川区は在日インド人のコミュニティがあることで知られている。特に西葛西地区への集住が顕著である。彼らの多くはIT技術者である。2019年4月22日に開票された江戸川区議会議員選挙(第19回統一地方選挙)では、インド共和国出身のよぎことプラニク・ヨゲンドラが初当選した。
| |                                          |  |
| 江戸川区と全国の年齢別人口分布（2005年） | 江戸川区の年齢・男女別人口分布（2005年） |  |
| ■紫色 ― 江戸川区 ■緑色 ― 日本全国 | ■青色 ― 男性 ■赤色 ― 女性                |  |
| 江戸川区（に相当する地域）の人口の推移 \| 1970年（昭和45年） \| 446,758人 \| \| \| 1975年（昭和50年） \| 473,656人 \| \| \| 1980年（昭和55年） \| 495,231人 \| \| \| 1985年（昭和60年） \| 514,812人 \| \| \| 1990年（平成2年） \| 565,939人 \| \| \| 1995年（平成7年） \| 589,414人 \| \| \| 2000年（平成12年） \| 619,953人 \| \| \| 2005年（平成17年） \| 653,944人 \| \| \| 2010年（平成22年） \| 678,967人 \| \| \| 2015年（平成27年） \| 681,298人 \| \| \| 2020年（令和2年） \| 697,932人 \| \| |                                          |  |
| 総務省統計局 国勢調査より |                                          |  |
| 1970年（昭和45年） | 446,758人                                |  |
| 1975年（昭和50年） | 473,656人                                |  |
| 1980年（昭和55年） | 495,231人                                |  |
| 1985年（昭和60年） | 514,812人                                |  |
| 1990年（平成2年） | 565,939人                                |  |
| 1995年（平成7年） | 589,414人                                |  |
| 2000年（平成12年） | 619,953人                                |  |
| 2005年（平成17年） | 653,944人                                |  |
| 2010年（平成22年） | 678,967人                                |  |
| 2015年（平成27年） | 681,298人                                |  |
| 2020年（令和2年） | 697,932人                                |  |

## 地理

### 地勢

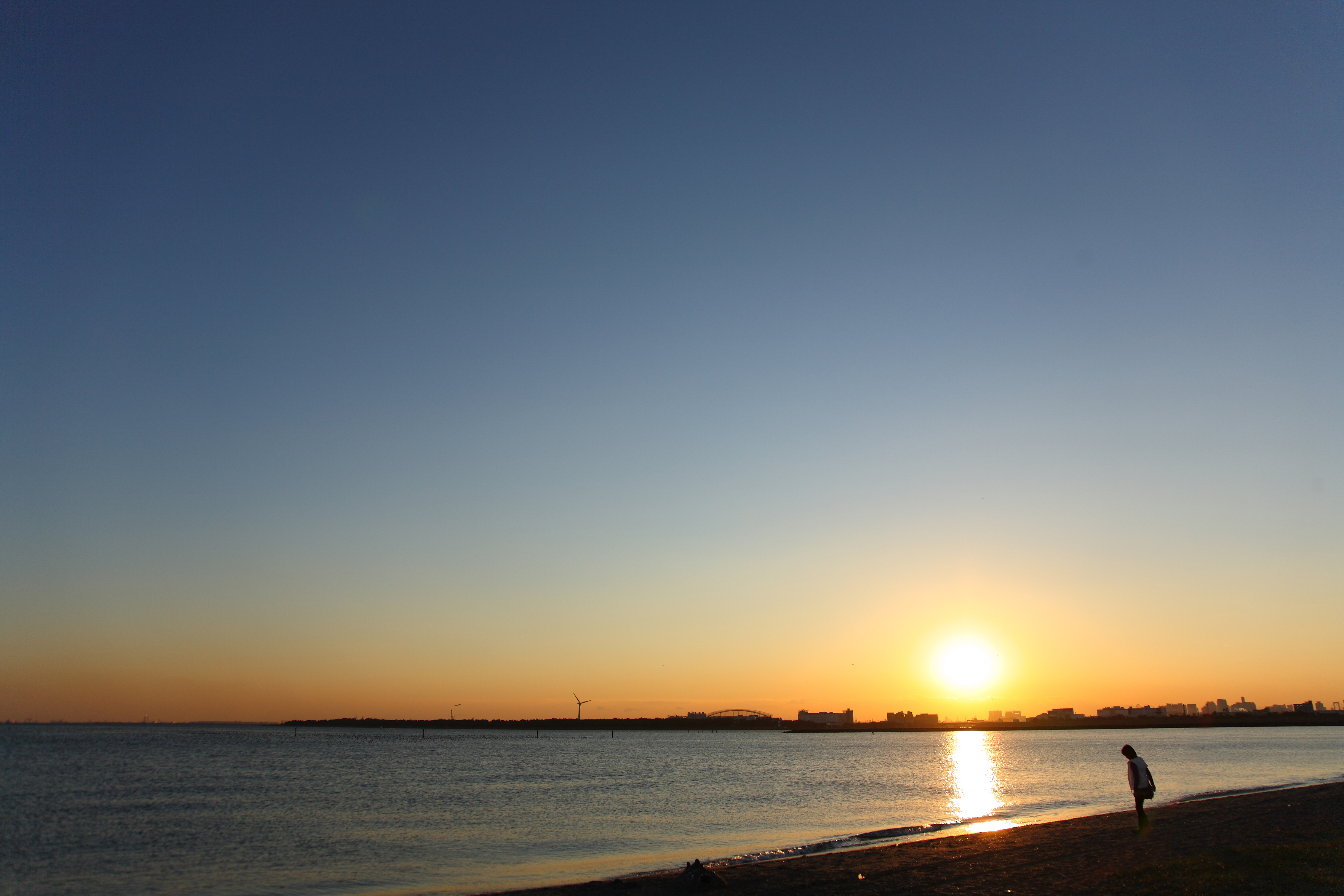
葛西海浜公園 西なぎさ

江戸川区の面積は49.86 km²で、23区内では4番目の広さである。区民1人当たりの公園面積は23区内で1位である。
区の西部（荒川両岸地域）は海抜ゼロメートル地帯（あるいは海抜マイナス地帯）で、最も低いところでは東京湾の満潮時の海面より2mほど低い場所もある。区の西部を流れる荒川放水路は人工河川で、治水目的で大正時代に建設された。正式名は荒川放水路である。区の東部（江戸川沿い）は比較的海抜が高く、新中川以東且つ京葉道路以北は海抜1.5mから3mほどで、特に小岩地域は比較的古くからの陸地であり、貝塚も見つかっている。区の東端には江戸川が流れ、千葉県と接している。区の南部にある清新町と臨海町は葛西沖開発事業で作られた埋立地で、臨海町南部には葛西臨海公園、葛西臨海水族園があり、南端で東京湾に面している。
土地が低いうえに三方を大河と海に囲まれているため、ひとたび大規模水害が発生すると浸水が長期化することが懸念され、江東五区（江戸川区と江東区、墨田区、葛飾区、足立区）で大規模水害や広域避難の協議会を設けているが、区外での避難先確保は十分ではない。
- 主な河川：荒川（中川）、江戸川（旧江戸川）

### 気候
江戸川区のアメダス観測所は「江戸川臨海」である。23区内のアメダス観測所はこのほかには、東京（千代田区）、世田谷（世田谷区）、練馬（練馬区）、羽田（大田区）に設置されている。都心部と比べると、海の影響でいくらかヒートアイランド現象の影響を受けにくい位置にある。
| 葛西臨海公園（江戸川臨海地域気象観測所）の気候 | 葛西臨海公園（江戸川臨海地域気象観測所）の気候 | 葛西臨海公園（江戸川臨海地域気象観測所）の気候 | 葛西臨海公園（江戸川臨海地域気象観測所）の気候 | 葛西臨海公園（江戸川臨海地域気象観測所）の気候 | 葛西臨海公園（江戸川臨海地域気象観測所）の気候 | 葛西臨海公園（江戸川臨海地域気象観測所）の気候 | 葛西臨海公園（江戸川臨海地域気象観測所）の気候 | 葛西臨海公園（江戸川臨海地域気象観測所）の気候 | 葛西臨海公園（江戸川臨海地域気象観測所）の気候 | 葛西臨海公園（江戸川臨海地域気象観測所）の気候 | 葛西臨海公園（江戸川臨海地域気象観測所）の気候 | 葛西臨海公園（江戸川臨海地域気象観測所）の気候 | 葛西臨海公園（江戸川臨海地域気象観測所）の気候 |
| 月                                             | 1月                                            | 2月                                            | 3月                                            | 4月                                            | 5月                                            | 6月                                            | 7月                                            | 8月                                            | 9月                                            | 10月                                           | 11月                                           | 12月                                           | 年                                             |
| ---------------------------------------------- | ---------------------------------------------- | ---------------------------------------------- | ---------------------------------------------- | ---------------------------------------------- | ---------------------------------------------- | ---------------------------------------------- | ---------------------------------------------- | ---------------------------------------------- | ---------------------------------------------- | ---------------------------------------------- | ---------------------------------------------- | ---------------------------------------------- | ---------------------------------------------- |
| 最高気温記録 °C （°F）                         | 20.1 (68.2)                                    | 24.1 (75.4)                                    | 25.3 (77.5)                                    | 27.3 (81.1)                                    | 31.3 (88.3)                                    | 34.3 (93.7)                                    | 38.0 (100.4)                                   | 37.8 (100)                                     | 35.1 (95.2)                                    | 32.0 (89.6)                                    | 25.8 (78.4)                                    | 24.4 (75.9)                                    | 38.0 (100.4)                                   |
| 平均最高気温 °C （°F）                         | 9.8 (49.6)                                     | 10.5 (50.9)                                    | 13.4 (56.1)                                    | 18.0 (64.4)                                    | 22.2 (72)                                      | 25.0 (77)                                      | 28.6 (83.5)                                    | 30.3 (86.5)                                    | 27.0 (80.6)                                    | 21.9 (71.4)                                    | 17.0 (62.6)                                    | 12.2 (54)                                      | 19.7 (67.5)                                    |
| 日平均気温 °C （°F）                           | 6.0 (42.8)                                     | 6.5 (43.7)                                     | 9.4 (48.9)                                     | 14.0 (57.2)                                    | 18.4 (65.1)                                    | 21.5 (70.7)                                    | 25.1 (77.2)                                    | 26.7 (80.1)                                    | 23.6 (74.5)                                    | 18.4 (65.1)                                    | 13.3 (55.9)                                    | 8.4 (47.1)                                     | 15.9 (60.6)                                    |
| 平均最低気温 °C （°F）                         | 2.4 (36.3)                                     | 2.8 (37)                                       | 5.6 (42.1)                                     | 10.3 (50.5)                                    | 15.1 (59.2)                                    | 18.8 (65.8)                                    | 22.6 (72.7)                                    | 24.2 (75.6)                                    | 20.9 (69.6)                                    | 15.5 (59.9)                                    | 9.9 (49.8)                                     | 4.9 (40.8)                                     | 12.7 (54.9)                                    |
| 最低気温記録 °C （°F）                         | −3.7 (25.3)                                    | −3.8 (25.2)                                    | −4.1 (24.6)                                    | 0.7 (33.3)                                     | 7.1 (44.8)                                     | 11.5 (52.7)                                    | 14.7 (58.5)                                    | 17.0 (62.6)                                    | 12.3 (54.1)                                    | 6.3 (43.3)                                     | 0.5 (32.9)                                     | −2.9 (26.8)                                    | −4.1 (24.6)                                    |
| 降水量 mm （inch）                             | 50.1 (1.972)                                   | 50.9 (2.004)                                   | 103.0 (4.055)                                  | 111.8 (4.402)                                  | 122.5 (4.823)                                  | 150.3 (5.917)                                  | 129.1 (5.083)                                  | 108.0 (4.252)                                  | 195.7 (7.705)                                  | 205.7 (8.098)                                  | 90.5 (3.563)                                   | 53.3 (2.098)                                   | 1,364 (53.701)                                 |
| 平均降水日数 （≥1.0 mm）                       | 4.9                                            | 5.4                                            | 9.5                                            | 9.7                                            | 10.1                                           | 11.7                                           | 10.1                                           | 7.4                                            | 11.0                                           | 10.5                                           | 7.9                                            | 5.5                                            | 103.6                                          |
| 出典1：平年値（年・月ごとの値）                |                                                |                                                |                                                |                                                |                                                |                                                |                                                |                                                |                                                |                                                |                                                |                                                |                                                |
| 出典2：観測史上1〜10位の値                     |                                                |                                                |                                                |                                                |                                                |                                                |                                                |                                                |                                                |                                                |                                                |                                                |                                                |

## 歴史

### 古代
江戸川区域に関する初見史料は、奈良時代の正倉院文書にある養老5年の下総国葛飾郡の戸籍に記された「甲和（こうわ）里」という地名である。これは現在の江戸川区小岩地区に当たるとされ、約50戸ほどの郷里であったとある。かつては現在と違い人口も非常に少なく、川、沼、池の錯綜する広大な湿地帯で、現在の区北部以外はほとんど居住者のいない場所であったと考えられている。

### 中世
中世には、鎌倉時代に入るころ、下総国の有力な豪族として勢力を誇っていた千葉氏の支配下として、区内の地区名がいくつか散見される。特に篠崎（現在の篠崎町）は葛西氏の領する葛西御厨の中心地として栄えた。また今井（現在の瑞江付近）・長島（現在の東葛西）は太日川河口の湊として賑わった。
戦国時代後期には相模国の戦国大名である後北条氏が進出。江戸衆と呼ばれる江戸城代遠山氏を中心とした家臣団の支配下に入り、区内の一部が太田氏や富永氏らの領地となっていた記録が残る。

### 近世
豊臣政権下、後北条氏は小田原征伐により戦国大名としては滅亡し、代わって徳川家康が関東に国替えされた。江戸幕府成立後は江戸城から近いこともあって、現在の江戸川区域のほとんどは幕府の直轄領（御鷹場）となったが、江戸の範囲には含まれていなかった。堀江町（現在の南葛西）の左近川河口付近には、江戸幕府の舟手奉行であった向井将監忠勝の屋敷、もしくは領地があったことに由来する「将監」という地名が残っている。
江戸期には、江戸への野菜供給を担った。江戸初期における江戸川区内の石高は約1万5千石ほどだった。その後、湿地帯や河口の中州、砂地の埋め立てによる新田開発が進み、文政年間には2万石を超えるまでに増加した。あわせて江戸期には漁業も盛んになったと伝わる。
一方で、一帯は水害の多発する低湿地帯で、区域北部の小松川村は小松川境川により東西に二分され、水害の常襲地であった。近代に至ると1911年（明治44年）から1930年（昭和5年）にかけて荒川放水路が造成されて水害は減った。一帯は小松川境川親水公園となっている。

### 年表
寛永年間に、下総国葛飾郡から武蔵国葛飾郡となった。
- 1870年（明治3年）廃藩置県が執り行われ、現在の江戸川区範囲（武蔵国葛飾郡）は東京府に編入された。（上小岩村、中小岩村、下小岩村、上小松村、西一之江村、新堀村、松本村、船堀村、二之江村、桑川村、長島村、宇喜田村、上平井村、中平井村、逆井村、下平井村、鹿骨村、前野村、笹ケ崎村、伊勢屋村、下鎌田村、上鎌田村、下今井村、上今井村、興宮村、下篠崎村、下小松村、東小松川村、東一之江村、西小松川村、本一色村、上一色村、下篠崎村、上篠崎村、谷河内村）。
- 1888年（明治21年）4月の市制・町村制の公布によって、小松川村、平井村、葛西村、松江村、船堀村、瑞穂村、一之江村、鹿本村、篠崎村、小岩村の10村が誕生した（松江村、小岩村は後に町制）。
- 1895年（明治28年）江戸川区東側の飛び地部分（妙見島）が編入。
- 1899年（明治32年）平井駅、小岩駅が開業。
- 1912年（大正元年）江戸川駅が開業。
- 1913年（大正2年）瑞穂村と一之江村が合併し、瑞江村が新設。
- 1914年（大正3年）荒川放水路開鑿により大きく地勢が変わり、船堀村、小松川村、平井村が廃止され、船堀村と小松川村の一部が松江村に、平井村の一部が奥戸村に編入され、それぞれの残部が小松川町に統合された。
- 1932年（昭和7年）南葛飾郡小松川町、葛西村、松江町、瑞江村、鹿本村、篠崎村、小岩町の7町村が東京市に編入。同区域をもって東京府東京市江戸川区が誕生した。
- 京成小岩駅が開業。
- 1938年（昭和13年）9月1日 台風接近と高潮が重なり荒川放水路を挟んで江戸川区をはじめ城東区、向島区、葛飾区一帯が冠水。約50,000戸が浸水し、250,000人が孤立[20]。
- 1943年（昭和18年）都政施行により東京都江戸川区となる。
- 1945年（昭和20年）年3月10日 東京大空襲。江戸川区では小松川、平井地区がほぼ焼失、死者800人以上[21]。
- 1947年（昭和22年）カスリーン台風により水害が発生。新川より南側の葛西地区以外、区のほぼ全域が浸水した。江戸川区で発生した水害の中でも最悪の被害をもたらした[22]
- 1965年（昭和40年）8月1日に区章、9月1日に 「江戸川区歌」全3番を制定。
- 1969年（昭和44年）葛西駅が開業。
- 1979年（昭和54年）西葛西駅が開業。
- 1980年（昭和55年）防災行政無線が完成。
- 1983年（昭和58年）船堀駅が開業。
- 1986年（昭和61年）一之江駅、瑞江駅、篠崎駅が開業。
- 1988年（昭和62年）葛西臨海公園駅が開業。
- 2000年（平成12年）西葛西駅大規模改良工事完了。
- 2003年（平成15年）夏休み期間中の17時30分防災行政無線放送『夕焼小焼』の音源が変更された。
- 2006年（平成18年）旧江戸川を航行中のクレーン船の電線接触事故により2006年8月14日首都圏停電が起きた。1日中停電した地点もあり、生活や交通網に大きな影響が出た。
- 2014年（平成26年）防災行政無線の夏休み17時30分の放送チャイム『夕焼小焼』の音源が元に戻された。
- 2016年（平成28年）1月 2020年東京オリンピック・パラリンピック開催記念事業として「江戸川区歌」の4番を期間限定で増補（2021年9月まで）。
- 2019年（令和元年）防災行政無線がデジタル化更新される。

### 区名の由来
- 地名は、区の東側を南北に流れる江戸川にちなむ。なお当初、東京市では区役所設置予定地を区名として採用することを原則としており、旧松江町が区役所設置予定地であったことから、区名としては「松江区」が検討されていた。松江の名前があまり知られていなかったことから区の東端を流れる江戸川にちなんで「江戸川区」と命名された[23]。

## 町名
江戸川区では、一部を除いて全ての区域に住居表示に関する法律に基づく住居表示が実施されている。なお、町名欄に※印があるものについては、その町区域の一部に住居表示未実施の区域があることを示す。

### 江戸川区役所区民課管内
| 町名           | 町区域新設年月日 | 住居表示実施年月日 | 住居表示実施前の町名など                           | 備考 |
| -------------- | ---------------- | ------------------ | -------------------------------------------------- | ---- |
| 中央一丁目     | 1965年9月1日     | 1965年9月1日       | 東小松川4の一部                                    |      |
| 中央二丁目     | 1965年9月1日     | 1965年9月1日       | 東小松川5の一部                                    |      |
| 中央三丁目     | 1965年9月1日     | 1965年9月1日       | 東小松川4、東小松川5、松本町の各一部               |      |
| 中央四丁目     | 1965年9月1日     | 1965年9月1日       | 東小松川4、西小松川2、松本町の各一部               |      |
| 松島一丁目     | 1965年9月1日     | 1965年9月1日       | 東小松川3、東小松川4、西小松川1の各一部            |      |
| 松島二丁目     | 1965年9月1日     | 1965年9月1日       | 東小松川4、西小松川2の各一部                       |      |
| 松島三丁目     | 1965年9月1日     | 1965年9月1日       | 西小松川2の一部                                    |      |
| 松島四丁目     | 1965年9月1日     | 1965年9月1日       | 西小松川2の一部                                    |      |
| 松江一丁目     | 1965年9月1日     | 1965年9月1日       | 東小松川3の一部                                    |      |
| 松江二丁目     | 1965年9月1日     | 1965年9月1日       | 東小松川3の一部                                    |      |
| 松江二丁目     | 1965年9月1日     | 1984年11月1日      | 東小松川3、西一之江1の各一部                       |      |
| 松江三丁目     | 1965年9月1日     | 1965年9月1日       | 東小松川1、東小松川2の各一部                       |      |
| 松江四丁目     | 1967年7月15日    | 1967年7月15日      | 東小松川1、東小松川2、西一之江1の各一部            |      |
| 松江五丁目     | 1967年7月15日    | 1967年7月15日      | 東小松川1、東船堀町、西一之江1の各一部             |      |
| 松江六丁目     | 1967年7月15日    | 1967年7月15日      | 東船堀町、西一之江1の各一部                        |      |
| 松江七丁目     | 1967年7月15日    | 1967年7月15日      | 西一之江1の一部                                    |      |
| 東小松川一丁目 | 1978年3月1日     | 1978年3月1日       | 東小松川3の全部                                    |      |
| 東小松川二丁目 | 1978年3月1日     | 1978年3月1日       | 東小松川2の一部                                    |      |
| 東小松川三丁目 | 1978年3月1日     | 1978年3月1日       | 東小松川2の一部                                    |      |
| 東小松川四丁目 | 1978年3月1日     | 1978年3月1日       | 東小松川1、東船堀町、西船堀町の各全部と船堀1の一部 |      |
| 西小松川町     | 1978年3月1日     | 1978年3月1日       | 西小松川1の全部                                    |      |
| 大杉一丁目     | 1984年11月1日    | 1984年11月1日      | 東小松川5、西一之江1の各一部                       |      |
| 大杉二丁目     | 1984年11月1日    | 1984年11月1日      | 西一之江2の一部                                    |      |
| 大杉三丁目     | 1984年11月1日    | 1984年11月1日      | 西一之江2、一之江1の各一部                         |      |
| 大杉四丁目     | 1984年11月1日    | 1984年11月1日      | 東小松川5の一部                                    |      |
| 大杉五丁目     | 1984年11月1日    | 1984年11月1日      | 東小松川5、松本町の各一部                          |      |
| 西一之江一丁目 | 1984年11月1日    | 1984年11月1日      | 西一之江1、西一之江2の各一部                       |      |
| 西一之江二丁目 | 1984年11月1日    | 1984年11月1日      | 西一之江1、西一之江2、一之江2の各一部              |      |
| 西一之江三丁目 | 1984年11月1日    | 1984年11月1日      | 西一之江1の一部                                    |      |
| 西一之江四丁目 | 1984年11月1日    | 1984年11月1日      | 西一之江1の一部                                    |      |
| 一之江一丁目   | 1983年11月1日    | 1983年11月1日      | 西一之江2、一之江1、一之江2の各一部                |      |
| 一之江二丁目   | 1983年11月1日    | 1983年11月1日      | 一之江2、一之江3、春江町2、春江町3の各一部         |      |
| 一之江三丁目   | 1983年11月1日    | 1983年11月1日      | 一之江3、春江町3、西瑞江3の各一部                  |      |
| 一之江四丁目   | 1983年11月1日    | 1983年11月1日      | 一之江3の一部                                      |      |
| 一之江五丁目   | 1983年11月1日    | 1983年11月1日      | 一之江2、一之江2の各一部                           |      |
| 一之江六丁目   | 1983年11月1日    | 1983年11月1日      | 一之江4の一部                                      |      |
| 一之江七丁目   | 1983年11月1日    | 1983年11月1日      | 一之江4の一部                                      |      |
| 一之江七丁目   | 1983年11月1日    | 2006年11月6日      | 一之江7、春江町4の各一部                           |      |
| 一之江八丁目   | 2006年11月6日    | 2006年11月6日      | 春江町4の一部                                      |      |
| 春江町四丁目   | 1938年1月1日     | 未実施             |                                                    |      |
| 西瑞江四丁目   | 1938年1月1日     | 未実施             |                                                    |      |
| 江戸川四丁目   | 1938年1月1日     | 未実施             |                                                    |      |
| 松本一丁目     | 1986年5月1日     | 1986年5月1日       | 松本町、本一色町の各一部                           |      |
| 松本二丁目     | 1986年5月1日     | 1986年5月1日       | 松本町、本一色町、興宮町の各一部                   |      |
| 興宮町         | 1932年10月1日    | 1986年5月1日       | 興宮町、本一色町の各一部                           |      |
| 上一色一丁目   | 1986年5月1日     | 1986年5月1日       | 上一色町の一部                                     |      |
| 上一色二丁目   | 1986年5月1日     | 1986年5月1日       | 上一色町の一部                                     |      |
| 上一色三丁目   | 1986年5月1日     | 1986年5月1日       | 上一色町の一部                                     |      |
| 本一色一丁目   | 1986年5月1日     | 1986年5月1日       | 本一色町の一部                                     |      |
| 本一色二丁目   | 1986年5月1日     | 1986年5月1日       | 本一色町の一部                                     |      |
| 本一色三丁目   | 1986年5月1日     | 1986年5月1日       | 本一色町、興宮町の各一部                           |      |

1. ↑  一之江駅西部土地区画整理事業施行区域の一部
2. ↑  一部の街区符号変更
3. 1 2  東部事務所管内に属する区域を除く。

### 小松川事務所管内
| 町名          | 町区域新設年月日 | 住居表示実施年月日 | 住居表示実施前の町名など                   | 備考 |
| ------------- | ---------------- | ------------------ | ------------------------------------------ | ---- |
| 小松川一丁目  | 1932年10月1日    | 1988年5月1日       | 小松川1の一部                              |      |
| 小松川一丁目  | 1932年10月1日    | 1996年10月7日      | 小松川1の一部                              |      |
| 小松川二丁目  | 1932年10月1日    | 1993年9月6日       | 小松川1、小松川2の各一部                   |      |
| 小松川二丁目  | 1932年10月1日    | 1996年10月7日      | 小松川1、小松川2、小松川3、小松川4の各一部 |      |
| 小松川三丁目※ | 1932年10月1日    | 1996年10月7日      | 小松川2、小松川3、小松川4の各一部          |      |
| 小松川四丁目  | 1932年10月1日    | 未実施             |                                            |      |
| 平井一丁目    | 1972年11月1日    | 1972年11月1日      | 逆井1、平井2の各一部                       |      |
| 平井二丁目    | 1972年11月1日    | 1972年11月1日      | 逆井1、逆井2、平井1の各一部                |      |
| 平井三丁目    | 1972年11月1日    | 1972年11月1日      | 逆井2、平井1、平井3の各一部                |      |
| 平井四丁目    | 1972年11月1日    | 1972年11月1日      | 逆井2、平井2、平井3の各一部                |      |
| 平井五丁目    | 1972年11月1日    | 1972年11月1日      | 平井1、平井3、平井4の各一部                |      |
| 平井六丁目    | 1972年11月1日    | 1972年11月1日      | 平井1、平井3、平井4の各一部                |      |
| 平井七丁目    | 1972年11月1日    | 1972年11月1日      | 平井3、平井4の各一部                       |      |

### 葛西事務所管内
| 町名         | 町区域新設年月日 | 住居表示実施年月日 | 住居表示実施前の町名など                                                            | 備考 |
| ------------ | ---------------- | ------------------ | ----------------------------------------------------------------------------------- | ---- |
| 春江町五丁目 | 1938年1月1日     | 未実施             |                                                                                     |      |
| 西瑞江五丁目 | 1938年1月1日     | 未実施             |                                                                                     |      |
| 江戸川五丁目 | 1938年1月1日     | 未実施             |                                                                                     |      |
| 江戸川六丁目 | 1938年1月1日     | 未実施             |                                                                                     |      |
| 一之江町     | 1932年10月1日    | 未実施             |                                                                                     |      |
| 二之江町     | 1932年10月1日    | 未実施             |                                                                                     |      |
| 船堀一丁目   | 1967年2月1日     | 1967年2月1日       | 西船堀町、東船堀町の各一部                                                          |      |
| 船堀二丁目   | 1967年2月1日     | 1967年2月1日       | 西船堀町、東船堀町の各一部                                                          |      |
| 船堀三丁目   | 1967年2月1日     | 1967年2月1日       | 東船堀町の一部                                                                      |      |
| 船堀四丁目   | 1967年2月1日     | 1967年2月1日       | 東船堀町の一部                                                                      |      |
| 船堀五丁目   | 1967年2月1日     | 1967年2月1日       | 東船堀町の一部                                                                      |      |
| 船堀六丁目   | 1967年2月1日     | 1967年2月1日       | 東船堀町の一部                                                                      |      |
| 船堀七丁目   | 1967年2月1日     | 1967年2月1日       | 東船堀町、二之江町の各一部                                                          |      |
| 北葛西一丁目 | 1979年11月1日    | 1979年11月1日      | 宇喜田町、南船堀町の各一部                                                          |      |
| 北葛西二丁目 | 1979年11月1日    | 1979年11月1日      | 宇喜田町、南船堀町の各一部                                                          |      |
| 北葛西三丁目 | 1979年11月1日    | 1979年11月1日      | 宇喜田町の一部                                                                      |      |
| 北葛西四丁目 | 1979年11月1日    | 1979年11月1日      | 宇喜田町の一部                                                                      |      |
| 北葛西五丁目 | 1979年11月1日    | 1979年11月1日      | 宇喜田町の一部                                                                      |      |
| 宇喜田町     | 1932年10月1日    | 未実施             |                                                                                     |      |
| 西葛西一丁目 | 1978年9月1日     | 1978年9月1日       | 小島町1、小島町2、南船堀町の各一部                                                  |      |
| 西葛西二丁目 | 1978年9月1日     | 1978年9月1日       | 小島町1、小島町2、南船堀町の各一部                                                  |      |
| 西葛西三丁目 | 1978年9月1日     | 1978年9月1日       | 小島町1、小島町2、宇喜田町の各一部                                                  |      |
| 西葛西四丁目 | 1978年9月1日     | 1978年9月1日       | 宇喜田町、長島町の各一部                                                            |      |
| 西葛西五丁目 | 1978年9月1日     | 1978年9月1日       | 小島町2、新田1、宇喜田町の各一部                                                    |      |
| 西葛西六丁目 | 1978年9月1日     | 1978年9月1日       | 小島町1、小島町2、新田1、新田2の各一部                                              |      |
| 西葛西七丁目 | 1978年9月1日     | 1978年9月1日       | 新田1、新田2の各一部                                                                |      |
| 西葛西八丁目 | 1978年9月1日     | 1978年9月1日       | 新田2、葛西2の各一部                                                                |      |
| 中葛西一丁目 | 1979年11月1日    | 1979年11月1日      | 宇喜田町、長島町、桑川町の各一部                                                    |      |
| 中葛西二丁目 | 1979年11月1日    | 1979年11月1日      | 宇喜田町、長島町、桑川町の各一部                                                    |      |
| 中葛西三丁目 | 1978年9月1日     | 1978年9月1日       | 長島町、宇喜田町の各一部                                                            |      |
| 中葛西三丁目 | 1978年9月1日     | 1981年11月1日      | 葛西1の一部                                                                         |      |
| 中葛西四丁目 | 1978年9月1日     | 1978年9月1日       | 長島町、宇喜田町、葛西1、新田1の各一部                                              |      |
| 中葛西五丁目 | 1978年9月1日     | 1978年9月1日       | 新田1、葛西1、長島町の各一部                                                        |      |
| 中葛西五丁目 | 1978年9月1日     | 1981年11月1日      | 葛西1の一部                                                                         |      |
| 中葛西六丁目 | 1978年9月1日     | 1978年9月1日       | 新田1、新田2、葛西1の各一部                                                         |      |
| 中葛西七丁目 | 1978年9月1日     | 1978年9月1日       | 新田1、新田2、葛西2の各一部                                                         |      |
| 中葛西八丁目 | 1981年11月1日    | 1981年11月1日      | 葛西1、葛西2の各一部                                                                |      |
| 南葛西一丁目 | 1979年11月1日    | 1979年11月1日      | 堀江町の一部                                                                        |      |
| 南葛西二丁目 | 1979年11月1日    | 1979年11月1日      | 堀江町の一部                                                                        |      |
| 南葛西三丁目 | 1979年11月1日    | 1979年11月1日      | 堀江町の一部                                                                        |      |
| 南葛西四丁目 | 1979年11月1日    | 1979年11月1日      | 堀江町の一部                                                                        |      |
| 南葛西五丁目 | 1979年11月1日    | 1979年11月1日      | 堀江町の一部                                                                        |      |
| 南葛西六丁目 | 1979年11月1日    | 1979年11月1日      | 堀江町の一部                                                                        |      |
| 南葛西七丁目 | 1979年11月1日    | 1979年11月1日      | 堀江町の一部                                                                        |      |
| 堀江町       | 1932年10月1日    | 未実施             |                                                                                     |      |
| 東葛西一丁目 | 1980年11月1日    | 1980年11月1日      | 桑川町、下今井町の各全部と長島町の一部                                              |      |
| 東葛西二丁目 | 1980年11月1日    | 1980年11月1日      | 長島町の一部                                                                        |      |
| 東葛西三丁目 | 1980年11月1日    | 1980年11月1日      | 長島町、葛西1の各一部                                                               |      |
| 東葛西四丁目 | 1981年11月1日    | 1981年11月1日      | 長島町、葛西1の各一部                                                               |      |
| 東葛西五丁目 | 1981年11月1日    | 1981年11月1日      | 長島町、葛西1の各一部                                                               |      |
| 東葛西六丁目 | 1981年11月1日    | 1981年11月1日      | 長島町、葛西1の各一部                                                               |      |
| 東葛西七丁目 | 1981年11月1日    | 1981年11月1日      | 葛西1の一部                                                                         |      |
| 東葛西八丁目 | 1981年11月1日    | 1981年11月1日      | 葛西1、葛西2の各一部                                                                |      |
| 東葛西八丁目 | 1981年11月1日    | 1997年10月6日      | 東葛西8、東葛西9の各一部                                                            |      |
| 東葛西九丁目 | 1981年11月1日    | 1981年11月1日      | 葛西3の全部と長島町、葛西1、葛西2の各一部                                           |      |
| 東葛西九丁目 | 1981年11月1日    | 1997年10月6日      | 東葛西8、東葛西9の各一部                                                            |      |
| 清新町一丁目 | 1982年11月1日    | 1982年11月1日      | 小島町1、新田1の各全部と新田2、小島町1地先から新田2地先までの公有水面埋立地の各一部 |      |
| 清新町二丁目 | 1982年11月1日    | 1982年11月1日      | 新田2、小島町1地先から新田2地先までの公有水面埋立地の各一部                         |      |
| 臨海町一丁目 | 1983年9月1日     | 1983年9月1日       | 新田2地先の公有水面埋立地の一部                                                     |      |
| 臨海町一丁目 | 1983年9月1日     | 1985年11月1日      | 臨海町1の一部                                                                       |      |
| 臨海町二丁目 | 1984年11月1日    | 1984年11月1日      | 臨海町2の全部                                                                       |      |
| 臨海町三丁目 | 1983年9月1日     | 1983年9月1日       | 葛西2、堀江町、上蜆島町、葛西2から上蜆島町地先までの公有水面埋立地の各一部          |      |
| 臨海町四丁目 | 1983年9月1日     | 1983年9月1日       | 堀江町、上蜆島町、上蜆島町地先の公有水面埋立地の各一部                              |      |
| 臨海町五丁目 | 1987年9月1日     | 1987年9月1日       | 臨海町5の全部                                                                       |      |
| 臨海町六丁目 | 1983年9月1日     | 1983年9月1日       | 堀江町、上蜆島町、下蜆島町、上蜆島町地先の公有水面埋立地の各一部                    |      |

1. ↑  西宇喜田町としての設置。1934年5月1日、同町から改称。
2. 1 2  東葛西土地区画整理事業施行区域
3. 1 2 3 4  一部の街区符号変更

### 小岩事務所管内
| 町名         | 町区域新設年月日 | 住居表示実施年月日 | 住居表示実施前の町名など                           | 備考 |
| ------------ | ---------------- | ------------------ | -------------------------------------------------- | ---- |
| 北小岩一丁目 | 1966年3月1日     | 1966年3月1日       | 小岩町2、小岩町4、小岩町5、小岩町7の各一部         |      |
| 北小岩二丁目 | 1966年3月1日     | 1966年3月1日       | 小岩町4、小岩町5、小岩町6の各一部                  |      |
| 北小岩三丁目 | 1966年3月1日     | 1966年3月1日       | 小岩町2、小岩町5、小岩町7の各一部                  |      |
| 北小岩四丁目 | 1966年3月1日     | 1966年3月1日       | 小岩町7、小岩町8の各一部                           |      |
| 北小岩五丁目 | 1966年3月1日     | 1966年3月1日       | 小岩町5、小岩町6の各一部                           |      |
| 北小岩六丁目 | 1966年3月1日     | 1966年3月1日       | 小岩町6、小岩町8の各一部                           |      |
| 北小岩七丁目 | 1966年3月1日     | 1966年3月1日       | 小岩町6、小岩町7、小岩町8の各一部                  |      |
| 北小岩八丁目 | 1966年3月1日     | 1966年3月1日       | 小岩町8の一部                                      |      |
| 西小岩一丁目 | 1966年3月1日     | 1966年3月1日       | 上一色町、小岩町3、小岩町4の各一部                 |      |
| 西小岩二丁目 | 1966年3月1日     | 1966年3月1日       | 上一色町、小岩町3の各一部                          |      |
| 西小岩三丁目 | 1966年3月1日     | 1966年3月1日       | 上一色町、小岩町3、小岩町4、小岩町6の各一部        |      |
| 西小岩四丁目 | 1966年3月1日     | 1966年3月1日       | 小岩町4、小岩町6の各一部                           |      |
| 西小岩五丁目 | 1966年3月1日     | 1966年3月1日       | 小岩町4、小岩町6の各一部                           |      |
| 東小岩一丁目 | 1966年9月1日     | 1966年9月1日       | 小岩町1、北篠崎町1、北篠崎町、西篠崎町の各一部     |      |
| 東小岩二丁目 | 1966年9月1日     | 1966年9月1日       | 小岩町1、小岩町2の各一部                           |      |
| 東小岩三丁目 | 1966年9月1日     | 1966年9月1日       | 小岩町2、小岩町5、小岩町7の各一部                  |      |
| 東小岩四丁目 | 1966年9月1日     | 1966年9月1日       | 小岩町1、小岩町2の各一部                           |      |
| 東小岩五丁目 | 1966年9月1日     | 1966年9月1日       | 小岩町2、小岩町5の各一部                           |      |
| 東小岩六丁目 | 1966年9月1日     | 1966年9月1日       | 小岩町2、小岩町4、小岩町5、小岩町7の各一部         |      |
| 南小岩一丁目 | 1978年2月1日     | 1978年2月1日       | 小岩町1の全部と松本町の一部                        |      |
| 南小岩二丁目 | 1966年9月1日     | 1966年9月1日       | 小岩町1、北篠崎町、鹿骨町、松本町の各一部          |      |
| 南小岩三丁目 | 1966年9月1日     | 1966年9月1日       | 小岩町1、小岩町2の各一部                           |      |
| 南小岩四丁目 | 1966年9月1日     | 1966年9月1日       | 小岩町1、松本町の各一部                            |      |
| 南小岩五丁目 | 1966年9月1日     | 1966年9月1日       | 小岩町1、小岩町3、松本町、興宮町、上一色町の各一部 |      |
| 南小岩六丁目 | 1966年9月1日     | 1966年9月1日       | 小岩町3、上一色町の各一部                          |      |
| 南小岩七丁目 | 1966年9月1日     | 1966年9月1日       | 小岩町1、小岩町3、小岩町4の各一部                  |      |
| 南小岩八丁目 | 1966年9月1日     | 1966年9月1日       | 小岩町2、小岩町4の各一部                           |      |

### 東部事務所管内
| 町名           | 町区域新設年月日 | 住居表示実施年月日 | 住居表示実施前の町名など                      | 備考 |
| -------------- | ---------------- | ------------------ | --------------------------------------------- | ---- |
| 春江町二丁目   | 1988年11月1日    | 1988年11月1日      | 春江町1、春江町2、一之江1、一之江2の各一部    |      |
| 春江町三丁目※  | 1988年11月1日    | 1988年11月1日      | 春江町3の全部と春江町2、一之江2の各一部       |      |
| 瑞江一丁目     | 1988年11月1日    | 1988年11月1日      | 西瑞江1の一部                                 |      |
| 瑞江一丁目     | 1988年11月1日    | 2004年11月1日      | 西瑞江1の一部                                 |      |
| 瑞江二丁目     | 1994年11月7日    | 1994年11月7日      | 南篠崎町3、西瑞江2、下鎌田町の各一部          |      |
| 瑞江二丁目     | 1994年11月7日    | 2004年11月1日      | 下鎌田町の全部と西瑞江2の一部                 |      |
| 瑞江三丁目     | 2004年11月1日    | 2004年11月1日      | 西瑞江1、西瑞江2の各一部                      |      |
| 瑞江四丁目     | 2014年11月4日    | 2014年11月4日      | 西瑞江2の一部                                 |      |
| 西瑞江三丁目   | 1938年1月1日     | 未実施             |                                               |      |
| 西瑞江四丁目   | 1938年1月1日     | 未実施             |                                               |      |
| 東瑞江一丁目   | 2001年11月5日    | 2001年11月5日      | 東瑞江2、西瑞江2、南篠崎町2、下鎌田町の各一部 |      |
| 東瑞江二丁目   | 1938年1月1日     | 2020年11月2日      | 東瑞江2の全部                                 |      |
| 東瑞江三丁目   | 2014年11月4日    | 2014年11月4日      | 東瑞江2、西瑞江2の各一部                      |      |
| 江戸川一丁目   | 1938年1月1日     | 2020年11月2日      | 江戸川1の全部                                 |      |
| 江戸川二丁目   | 1938年1月1日     | 2020年11月2日      | 江戸川2の全部                                 |      |
| 江戸川三丁目   | 1938年1月1日     | 未実施             |                                               |      |
| 江戸川四丁目   | 1938年1月1日     | 未実施             |                                               |      |
| 谷河内二丁目   | 1966年3月1日     | 1993年11月1日      | 谷河内町2の全部                               |      |
| 下篠崎町       | 1932年10月1日    | 1987年11月2日      | 下篠崎町、南篠崎町、篠崎町3の各一部           |      |
| 篠崎町三丁目   | 1966年3月1日     | 1987年11月2日      | 篠崎町3の一部                                 |      |
| 篠崎町四丁目   | 1966年3月1日     | 1987年11月2日      | 篠崎町4の全部                                 |      |
| 篠崎町五丁目   | 1966年3月1日     | 1987年11月2日      | 篠崎町5の全部                                 |      |
| 篠崎町六丁目   | 1966年3月1日     | 1993年11月1日      | 篠崎町6の全部                                 |      |
| 南篠崎町一丁目 | 1966年3月1日     | 1987年11月2日      | 南篠崎町1の全部                               |      |
| 南篠崎町二丁目 | 1966年3月1日     | 2001年11月5日      | 南篠崎町2、下鎌田町の各一部                   |      |
| 南篠崎町三丁目 | 1966年3月1日     | 1994年11月7日      | 南篠崎町3、南篠崎町4、下鎌田町の各一部        |      |
| 南篠崎町四丁目 | 1966年3月1日     | 1993年11月1日      | 南篠崎町4の一部                               |      |
| 南篠崎町五丁目 | 1987年11月2日    | 1987年11月2日      | 前野町の全部と南篠崎町、下篠崎町の各一部      |      |
| 東篠崎町       | 1932年10月1日    | 未実施             |                                               |      |
| 東篠崎一丁目   | 1987年11月2日    | 1987年11月2日      | 東篠崎町、南篠崎町の各一部                    |      |
| 東篠崎二丁目   | 1987年11月2日    | 1987年11月2日      | 東篠崎町、下篠崎町の各一部                    |      |

1. 1 2  新中川より東側の区域に限る。

### 鹿骨事務所管内
| 町名         | 町区域新設年月日 | 住居表示実施年月日 | 住居表示実施前の町名など                          | 備考 |
| ------------ | ---------------- | ------------------ | ------------------------------------------------- | ---- |
| 新堀一丁目   | 1979年12月1日    | 1991年2月1日       | 新堀1の全部                                       |      |
| 新堀二丁目   | 1979年12月1日    | 1991年2月1日       | 新堀2の全部                                       |      |
| 春江町一丁目 | 1979年12月1日    | 1991年2月1日       | 春江町1の全部                                     |      |
| 谷河内一丁目 | 1991年2月1日     | 1991年2月1日       | 谷河内町1の全部と西瑞江1の一部                    |      |
| 鹿骨町       | 1932年10月1日    | 未実施             |                                                   |      |
| 鹿骨一丁目   | 1970年           | 1991年2月1日       | 鹿骨1の全部と鹿骨町の一部                         |      |
| 鹿骨二丁目   | 1970年           | 1991年2月1日       | 鹿骨2の全部                                       |      |
| 鹿骨三丁目   | 1970年           | 1992年3月2日       | 鹿骨3の全部と鹿骨町の一部                         |      |
| 鹿骨四丁目   | 1970年           | 1991年2月1日       | 鹿骨4の全部                                       |      |
| 鹿骨五丁目   | 1970年           | 1991年8月1日       | 鹿骨5の一部                                       |      |
| 鹿骨六丁目   | 1991年8月1日     | 1991年8月1日       | 鹿骨町の一部                                      |      |
| 東松本一丁目 | 1991年8月1日     | 1991年8月1日       | 松本町、鹿骨5の各一部                             |      |
| 東松本二丁目 | 1992年8月10日    | 1992年8月10日      | 松本町の全部と興宮町の一部                        |      |
| 上篠崎一丁目 | 1966年3月1日     | 1990年8月1日       | 上篠崎町1の全部と上篠崎町の一部                   |      |
| 上篠崎二丁目 | 1966年3月1日     | 1990年8月1日       | 上篠崎町2の全部                                   |      |
| 上篠崎三丁目 | 1966年3月1日     | 1990年8月1日       | 上篠崎町3の全部                                   |      |
| 上篠崎四丁目 | 1966年3月1日     | 1990年8月1日       | 上篠崎町4の全部と鹿骨町、鹿骨2の各一部            |      |
| 篠崎町一丁目 | 1966年3月1日     | 2012年11月5日      | 篠崎町1の全部                                     |      |
| 篠崎町二丁目 | 1966年3月1日     | 2012年11月5日      | 篠崎町2の全部                                     |      |
| 篠崎町七丁目 | 1966年3月1日     | 1990年8月1日       | 篠崎町7の全部と谷河内町1の全部                    |      |
| 篠崎町八丁目 | 1990年8月1日     | 1990年8月1日       | 谷河内町1、鹿骨町、鹿骨2の各一部                  |      |
| 北篠崎一丁目 | 1966年3月1日     | 1990年8月1日       | 北篠崎町1の全部                                   |      |
| 北篠崎二丁目 | 1966年3月1日     | 1990年8月1日       | 北篠崎町2の全部と北篠崎町の一部                   |      |
| 西篠崎一丁目 | 1991年8月1日     | 1991年8月1日       | 上篠崎町、北篠崎町の各全部と鹿骨町、鹿骨3の各一部 |      |
| 西篠崎二丁目 | 1991年8月1日     | 1991年8月1日       | 鹿骨町、鹿骨3の各一部                             |      |

1. 1 2 3  新堀土地区画整理事業施行区域（換地処分公告の翌日）
2. 1 2 3 4  上篠崎町一丁目、同二丁目、同三丁目、同四丁目としての設置年月日。
3. 1 2  北篠崎町一丁目、同二丁目としての設置年月日。

## 地域

### 祭・イベント

江戸川区花火大会

- 浅間神社幟（）まつり（どろんこ祭）- 2年に一度の6月終わりごろ
- 雷の大般若（真蔵院奇祭）[24] - 2月
- 葛西囃子
- 江戸川区花火大会 - 8月
- 小松川千本桜まつり - 3、4月
- 新川千本桜まつり - 3、4月
- 小岩阿波踊り - 7月
- 江戸川区民まつり - 10月

### 主な地域
- 葛西、小岩、小松川・平井、鹿骨、船堀、一之江、瑞江、篠崎

### 江戸川区の集合住宅・商業複合地区
- 葛西地区

### 郵便番号
- 区内全域が130番台で、江戸川区では上3桁は、132、133、134に分かれる。
  - 132-XXXX  江戸川郵便局
  - 133-XXXX  小岩郵便局
  - 134-XXXX  葛西郵便局

### 市外局番
- 江戸川区は全域が「03」である。
- 「03」地域の市内局番は大半が上から2桁目が「6」（36XX、56XX、66XX）となっているが、同じく「6」が使われる江東区、葛飾区、墨田区同様に枯渇対策で最近では「8」（38XX、58XX、68XXなど）も割り当てられている。

### ナンバープレート
江戸川区は江戸川ナンバー（東京運輸支局）を割り当てられている。

### メディア
地上波放送は、区の全域が東京スカイツリーの放送エリアであり、チバテレも区の大半の地域で放送エリア内に含まれ良好に受信できる。これに加えて、南部の東京湾に近い地域などではtvkも受信可能。これらにテレ玉を加えた1都3県の放送が下記のケーブルテレビで視聴できる。
ケーブルテレビ
- J:COM 江戸川

ラジオ
- FMえどがわ（84.3MHz）

## 文化

### レジャー施設

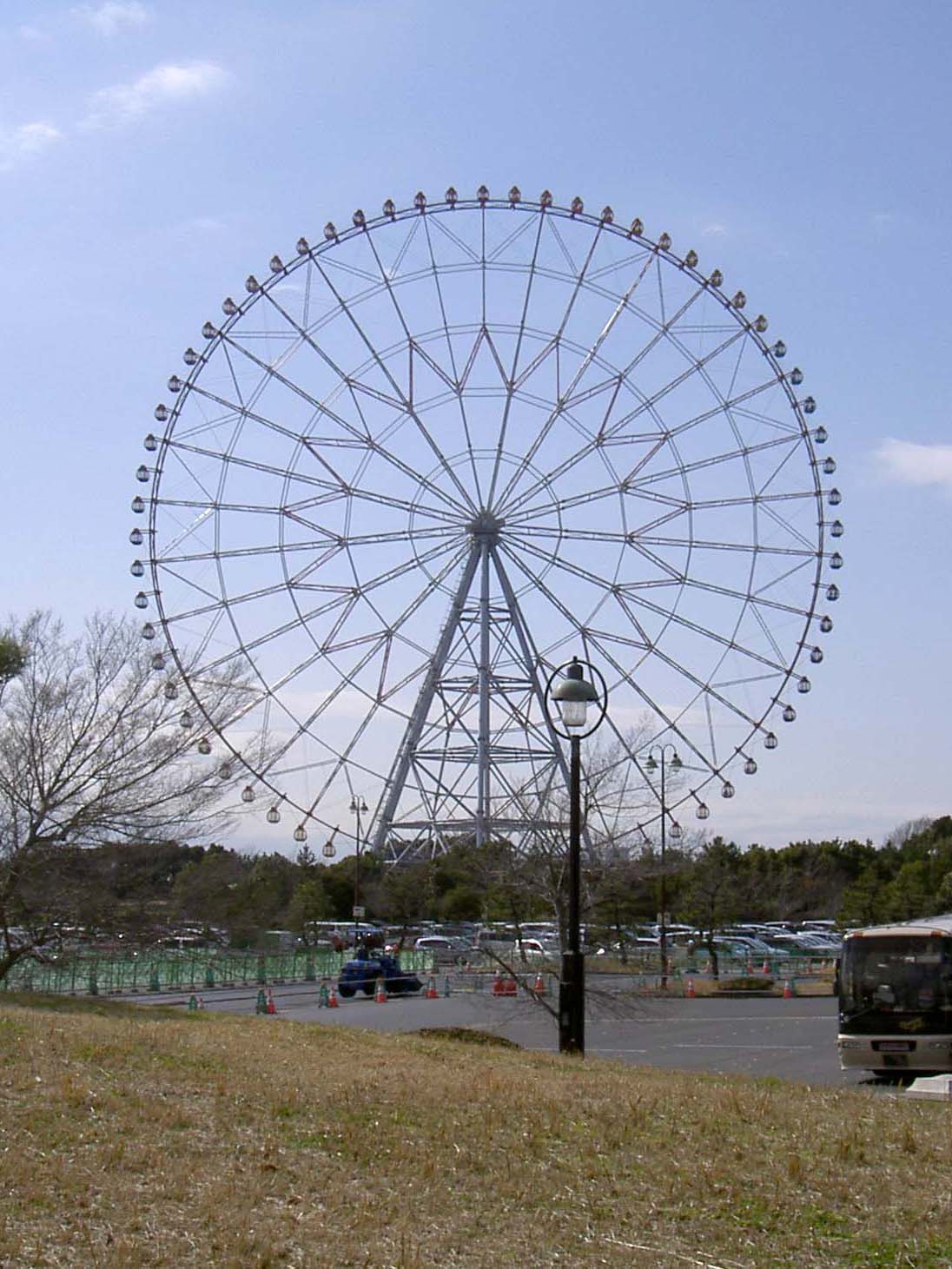
ダイヤと花の大観覧車

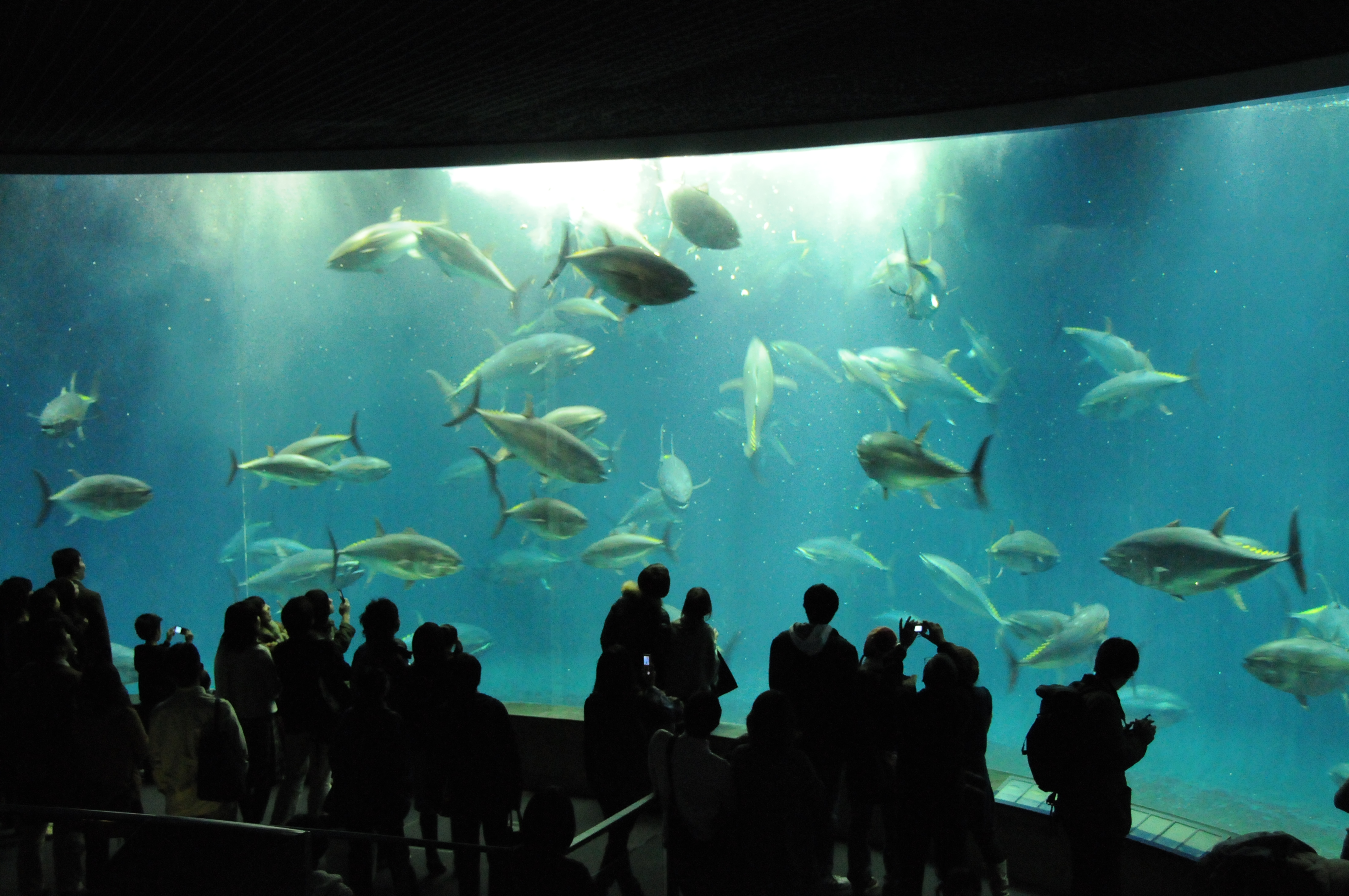
葛西臨海水族園

- 葛西臨海公園
  - ダイヤと花の大観覧車
  - 葛西臨海水族園
- 葛西海浜公園

### 農業協同組合
東京スマイル農業協同組合管内。

### 名物・特産品
- 朝顔
- 金魚
- 小松菜
- 江戸風鈴

### 主な商業施設
- アリオ葛西
- サニーモール西葛西
- イオン葛西店
- シャポー小岩
- イオンフードスタイル船堀店
- ラパーク瑞江
- イトーヨーカドー小岩店
- ライフ西小岩店
- サミットストア西小岩店

## 行政

### 区長
- 区長：斉藤猛（2019年4月27日就任[28]、2期目）

### 区民館・区民事務所
区内には複合施設である区民館が5箇所に設置されている。
同時に区民事務所でもあり「地域の区役所」的な役割をしている。
- 葛西区民館（中葛西3-10-1）
- 小岩区民館（東小岩6-9-14）
- 小松川区民館（平井4-1-1）
- 東部区民館（東瑞江1-17-1）
- 鹿骨区民館（鹿骨1-54-2）

### 区民事務所のみの施設
- 区民課（中央1-4-1 江戸川区役所内）

## 議会

### 東京都議会
2025年東京都議会議員選挙
- 選挙区：江戸川区選挙区
- 定数：5人
- 任期：2025年7月23日 - 2029年7月22日
- 投票日：2025年6月22日
- 当日有権者数：546,031人
- 投票率：45.86％

| 候補者名    | 当落 | 年齢 | 所属党派                            | 新旧別 | 得票数   |
| ----------- | ---- | ---- | ----------------------------------- | ------ | -------- |
| 竹平 智春   | 当   | 59   | 公明党                              | 現     | 39,631票 |
| 上田 令子   | 当   | 60   | 無所属                              | 現     | 32,555票 |
| 宇田川 聡史 | 当   | 60   | 無所属→自由民主党（当選後追加公認） | 現     | 31,359票 |
| 天沼 浩     | 当   | 63   | 国民民主党                          | 新     | 30,764票 |
| 山田 麻美   | 当   | 44   | 都民ファーストの会                  | 新     | 29,565票 |
| 田之上 郁子 | 落   | 55   | 無所属                              | 現     | 26,507票 |
| 原 純子     | 落   | 60   | 日本共産党                          | 現     | 22,801票 |
| 村上 清加   | 落   | 41   | 日本維新の会                        | 新     | 17,229票 |
| 福岡 奈津美 | 落   | 57   | 再生の道                            | 新     | 13,181票 |
| 舟橋 夢人   | 落   | 59   | 自治労と自治労連から国民を守る党    | 新     | 2,842票  |

2021年東京都議会議員選挙
- 選挙区：江戸川区選挙区
- 定数：5人
- 任期：2021年7月23日 - 2025年7月22日
- 投票日：2021年7月4日
- 当日有権者数：552,447人
- 投票率：39.65％

| 候補者名   | 当落 | 年齢 | 所属党派           | 新旧別 | 得票数   |
| ---------- | ---- | ---- | ------------------ | ------ | -------- |
| 竹平智春   | 当   | 55   | 公明党             | 新     | 43,077票 |
| 田之上郁子 | 当   | 51   | 都民ファーストの会 | 現     | 40,061票 |
| 上田令子   | 当   | 56   | 無所属             | 現     | 27,509票 |
| 宇田川聡史 | 当   | 56   | 自由民主党         | 現     | 24,960票 |
| 原純子     | 当   | 56   | 日本共産党         | 新     | 24,827票 |
| 大西洋平   | 落   | 43   | 自由民主党         | 新     | 24,584票 |
| よぎ       | 落   | 44   | 立憲民主党         | 新     | 20,109票 |
| 丸山玲子   | 落   | 68   | 日本維新の会       | 新     | 10,503票 |

2017年東京都議会議員選挙
- 選挙区：江戸川区選挙区
- 定数：5人
- 投票日：2017年7月2日
- 当日有権者数：547,719人
- 投票率：47.80％

| 候補者名   | 当落 | 年齢 | 所属党派           | 新旧別 | 得票数   |
| ---------- | ---- | ---- | ------------------ | ------ | -------- |
| 田之上郁子 | 当   | 47   | 都民ファーストの会 | 元     | 54,587票 |
| 上野和彦   | 当   | 64   | 公明党             | 現     | 50,778票 |
| 上田令子   | 当   | 52   | 都民ファーストの会 | 現     | 50,723票 |
| 宇田川聡史 | 当   | 52   | 自由民主党         | 現     | 38,854票 |
| 河野百合恵 | 当   | 67   | 日本共産党         | 現     | 36,652票 |
| 田島和明   | 落   | 66   | 自由民主党         | 現     | 26,094票 |

### 衆議院
東京都第16区
- 選挙区：東京16区（江戸川区の一部）
- 投票日：2024年10月27日
- 当日有権者数：390,804人
- 投票率：51.38％

| 当落 | 候補者名   | 年齢 | 所属党派     | 新旧別 | 得票数   | 重複 |
| ---- | ---------- | ---- | ------------ | ------ | -------- | ---- |
| 当   | 大西洋平   | 46   | 自由民主党   | 新     | 71,728票 | ○    |
| 比当 | 柴田勝之   | 56   | 立憲民主党   | 新     | 60,714票 | ○    |
|      | 中津川博郷 | 75   | 日本維新の会 | 元     | 28,538票 | ○    |
|      | 有田正寿   | 43   | 参政党       | 新     | 16,636票 |      |
|      | 宮本栄     | 62   | 日本共産党   | 新     | 14,464票 |      |

東京都第14区
- 選挙区：東京14区（墨田区、江戸川区（一部））
- 投票日：2024年10月27日
- 当日有権者数：405,405人
- 投票率：53.63％

| 当落 | 候補者名   | 年齢 | 所属党派     | 新旧別 | 得票数   | 重複 |
| ---- | ---------- | ---- | ------------ | ------ | -------- | ---- |
| 当   | 松島みどり | 68   | 自由民主党   | 前     | 75,862票 | ○    |
|      | 伊藤菜々   | 35   | 国民民主党   | 新     | 53,211票 | ○    |
| 比当 | 櫛渕万里   | 57   | れいわ新選組 | 前     | 25,328票 | ○    |
|      | 斉藤佳代   | 45   | 日本維新の会 | 新     | 21,628票 | ○    |
|      | 原努       | 42   | 日本共産党   | 新     | 20,987票 |      |
|      | 大賀靖郎   | 42   | 参政党       | 新     | 10,210票 |      |
|      | 大塚紀久雄 | 83   | 無所属       | 新     | 1,481票  |      |

## 名所・旧跡
- 妙見島
- 一之江名主屋敷
- 新川水門（東西）
- ルミエール商店街
- 篠原風鈴本舗
- 小岩菖蒲園
- 旧小松川文書庫
- 天祖神社
- 豊田神社
- 北野神社（茅の輪くぐり）
- 八幡神社（北原白秋歌碑）
- 篠崎浅間神社
- 昇覚寺（鐘楼）
- 明福寺（木造親鸞聖人坐像）
- 誠心寺（木造聖観世音菩薩立像）
- 感応寺（梵鐘）
- 円蔵院
- 梵音寺（木造聖観音菩薩坐像）
- 十念寺（銅造観音菩薩立像）
- 泉福寺
- 西光寺
- 圓勝院（円勝院）
- 本蔵寺（木造日朗・日像聖人坐像）
- 仲台院（木造阿弥陀如来立像）
- 金蔵寺（木造阿弥陀如来立像）
- 円照寺（木造地蔵菩薩立像）
- 無量寺（木造阿弥陀如来立像）
- 妙音寺（木造阿弥陀三尊像）
- 正真寺（銅造誕生釈迦仏立像）
- 東善寺（木造薬師如来坐像）
- 最勝寺
- 善養寺（影向のマツ）
- 寿昌院（松本弁天、臥龍の松）
- 大雲寺（役者寺、歌舞伎役者の墓が多い）
- 大護寺
- 燈明寺（関東三聖天の一つ、平井聖天）
- 白蓮院
- 密蔵院
- 妙勝寺
- 妙光寺（木造日蓮聖人坐像）
- 清光寺（木造奪衣婆坐像）
- 妙泉寺（松浦信正写経塔）

## 教育

### 大学

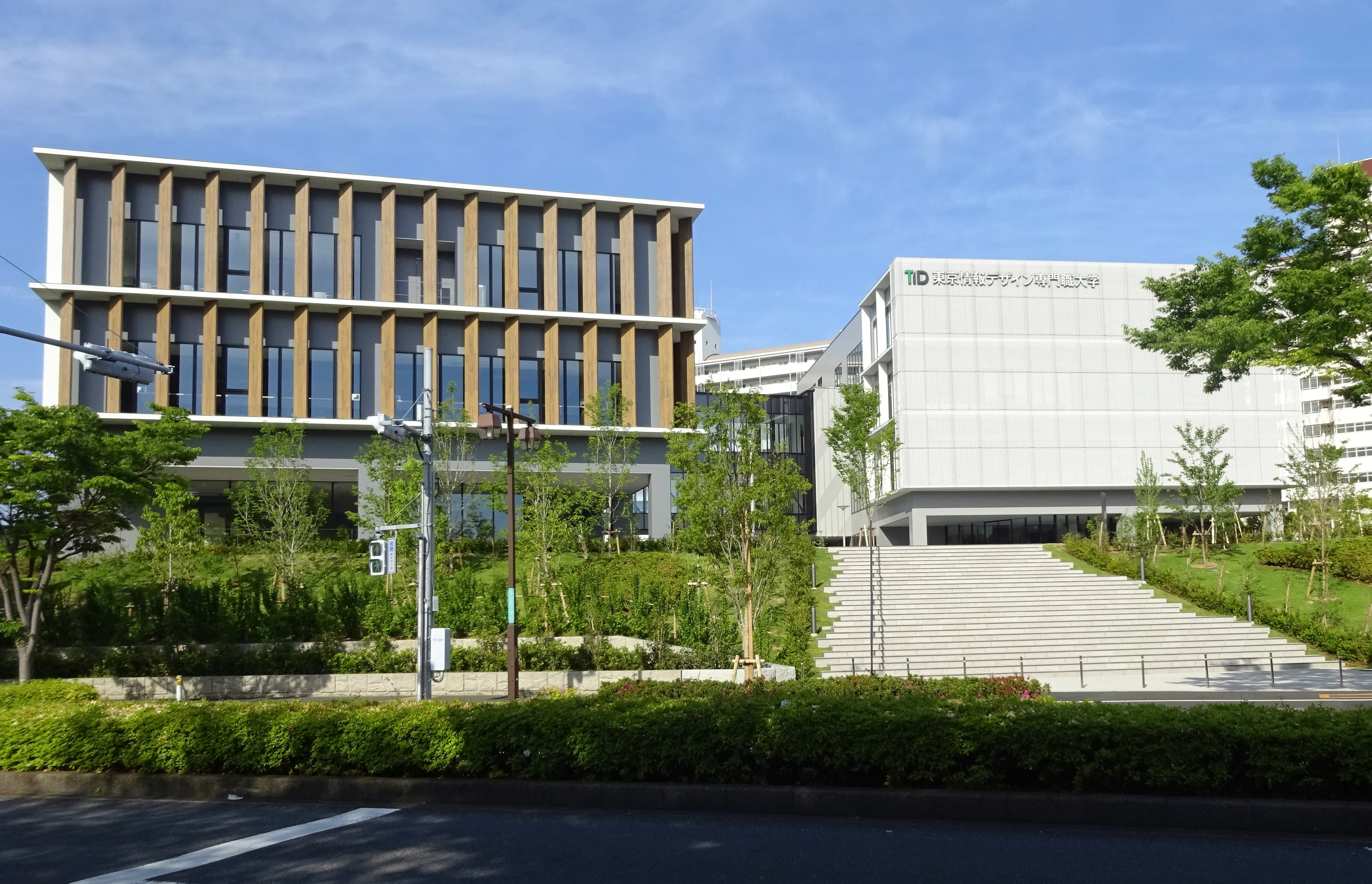
東京情報デザイン専門職大学

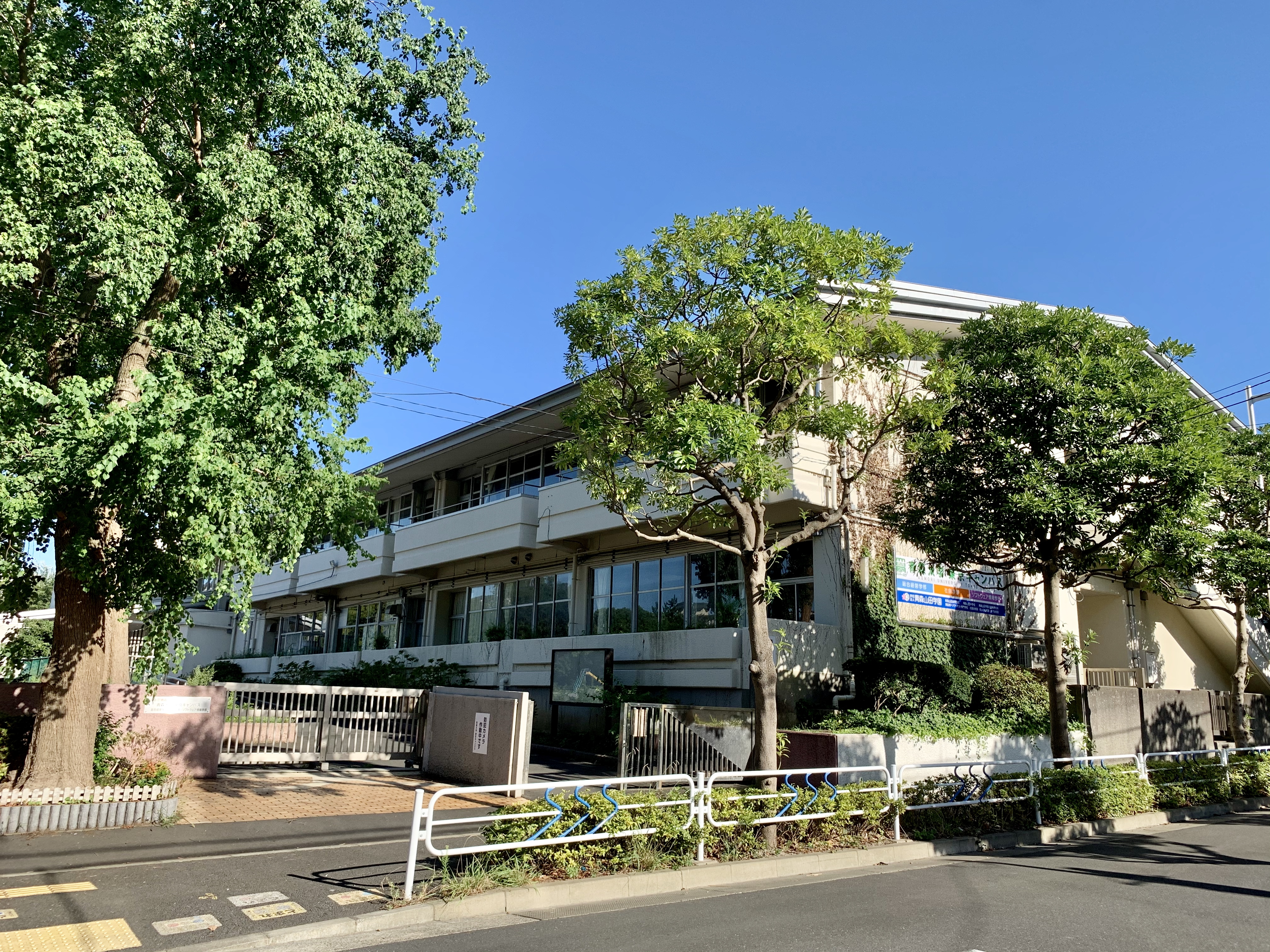
青森大学東京キャンパス

- 青森大学東京キャンパス[29]

### 専門職大学
- 東京情報デザイン専門職大学

### 短期大学
- 愛国学園短期大学

### 専門学校
- 東京マスダ学院調理師専門学校
- 東京医薬専門学校
- 東京福祉専門学校
- 東京メディカル・スポーツ専門学校
- 東京リハビリテーション専門学校
- 東京スポーツ・レクリエーション専門学校
- 東京ベルエポック製菓調理専門学校
- 東京ベルエポック美容専門学校
- 東京スクールオブミュージック専門学校
- 東京映画・俳優&放送芸術専門学校
- 東京コミュニケーションアート専門学校
- 東京アニメ・声優＆eスポーツ専門学校
- 東京文化美容専門学校

### 高等学校
都立
- 東京都立江戸川高等学校
- 東京都立葛西工科高等学校
- 東京都立葛西南高等学校
- 東京都立小岩高等学校
- 東京都立小松川高等学校
- 東京都立篠崎高等学校
- 東京都立紅葉川高等学校

私立（中高一貫校を含む）
- 愛国中学校・高等学校
- 江戸川女子中学校・高等学校
- 関東第一高等学校

### 中学校
- 江戸川区立葛西中学校
- 江戸川区立葛西第二中学校
- 江戸川区立葛西第三中学校
- 江戸川区立上一色中学校
- 江戸川区立小岩第一中学校
- 江戸川区立小岩第二中学校
- 江戸川区立小岩第三中学校
- 江戸川区立小岩第四中学校
- 江戸川区立小岩第五中学校
- 江戸川区立小松川中学校
- 江戸川区立小松川第二中学校
- 江戸川区立鹿本中学校
- 江戸川区立鹿骨中学校
- 江戸川区立篠崎中学校
- 江戸川区立篠崎第二中学校
- 江戸川区立清新第一中学校
- 江戸川区立清新第二中学校
- 江戸川区立西葛西中学校
- 江戸川区立二之江中学校
- 江戸川区立春江中学校
- 江戸川区立東葛西中学校
- 江戸川区立松江第一中学校
- 江戸川区立松江第二中学校
- 江戸川区立松江第三中学校
- 江戸川区立松江第四中学校
- 江戸川区立松江第五中学校
- 江戸川区立松江第六中学校
- 江戸川区立瑞江中学校
- 江戸川区立瑞江第二中学校
- 江戸川区立瑞江第三中学校
- 江戸川区立南葛西中学校
- 江戸川区立南葛西第二中学校

#### 統廃合
- 2023年（令和5年）4月 - 江戸川区立小松川第一中学校と江戸川区立小松川第三中学校が閉校・統合して江戸川区立小松川中学校が開校[30]。

### 小学校
- 江戸川区立一之江小学校
- 江戸川区立一之江第二小学校
- 江戸川区立宇喜田小学校
- 江戸川区立江戸川小学校
- 江戸川区立大杉小学校
- 江戸川区立大杉第二小学校
- 江戸川区立大杉東小学校
- 江戸川区立葛西小学校
- 江戸川区立第二葛西小学校
- 江戸川区立第三葛西小学校
- 江戸川区立第四葛西小学校
- 江戸川区立第五葛西小学校
- 江戸川区立第六葛西小学校
- 江戸川区立第七葛西小学校
- 江戸川区立鎌田小学校
- 江戸川区立上一色南小学校
- 江戸川区立上小岩小学校
- 江戸川区立上小岩第二小学校
- 江戸川区立北小岩小学校
- 江戸川区立小岩小学校
- 江戸川区立小松川小学校
- 江戸川区立小松川第二小学校
- 江戸川区立鹿本小学校
- 江戸川区立鹿骨東小学校
- 江戸川区立鹿骨松本小学校
- 江戸川区立篠崎小学校
- 江戸川区立篠崎第二小学校
- 江戸川区立篠崎第三小学校
- 江戸川区立篠崎第四小学校
- 江戸川区立篠崎第五小学校
- 江戸川区立下鎌田小学校
- 江戸川区立下鎌田東小学校
- 江戸川区立下小岩小学校
- 江戸川区立新田小学校
- 江戸川区立清新第一小学校
- 江戸川区立清新ふたば小学校
- 江戸川区立第三松江小学校
- 江戸川区立中小岩小学校
- 江戸川区立新堀小学校
- 江戸川区立西一之江小学校
- 江戸川区立西葛西小学校
- 江戸川区立西小岩小学校
- 江戸川区立西小松川小学校
- 江戸川区立二之江小学校
- 江戸川区立二之江第二小学校
- 江戸川区立春江小学校
- 江戸川区立東葛西小学校
- 江戸川区立東小岩小学校
- 江戸川区立東小松川小学校
- 江戸川区立平井小学校
- 江戸川区立平井西小学校
- 江戸川区立平井東小学校
- 江戸川区立平井南小学校
- 江戸川区立船堀小学校
- 江戸川区立船堀第二小学校
- 江戸川区立本一色小学校
- 江戸川区立松江小学校
- 江戸川区立瑞江小学校
- 江戸川区立南葛西小学校
- 江戸川区立南葛西第二小学校
- 江戸川区立南葛西第三小学校
- 江戸川区立南小岩小学校
- 江戸川区立南小岩第二小学校
- 江戸川区立南篠崎小学校
- 江戸川区立臨海小学校

#### 統廃合
- 2016年（平成28年）- 江戸川区立小学校の統合は下記の事例が初めてとなった[31]。
  - 3月 - 江戸川区立平井第二小学校が閉校（江戸川区立平井南小学校に統合）[32]。同校跡地は「東北大学国際会計政策大学院」[33]として利用されていた。
  - 4月 - 江戸川区立清新第二小学校と江戸川区立清新第三小学校が閉校・統合して江戸川区立清新ふたば小学校が開校（校舎は旧清新第三小学校の校舎を利用）。旧清新第二小学校の校舎の一部は現在、「青森山田学園青森大学東京サテライトキャンパス」などに利用されている[34]。

- 2019年（平成31年）3月 - 江戸川区立上一色小学校が閉校（江戸川区立西小岩小学校に統合）。同校跡地に2020年4月、東京シューレ江戸川小学校が開校。
- 2021年（令和3年）3月 - 江戸川区立二之江第三小学校が閉校（江戸川区立二之江小学校に統合）[35]。
- 2023年（令和5年）
  - 3月 - 江戸川区立第二松江小学校が閉校[36]。同校跡地に2025年4月、「江戸川区文化スポーツプラザ」が開館[37]。
  - 4月 
    - 旧・江戸川区立下鎌田小学校と江戸川区立下鎌田西小学校が閉校・統合して改めて江戸川区立下鎌田小学校が開校[38]。
    - 旧・江戸川区立下小岩小学校と江戸川区立下小岩第二小学校が閉校・統合して改めて江戸川区立下小岩小学校が開校[39]。
- 2025年（令和7年）4月 - 江戸川区立鹿骨小学校と江戸川区立松本小学校が閉校・統合して江戸川区立鹿骨松本小学校が開校[40]。
- 2030年（令和12年）4月 - 江戸川区立小松川小学校と江戸川区立平井東小学校が統合予定[41]。

#### 私立
- 東京シューレ江戸川小学校 - 日本初の私立の不登校支援の小学校。

### その他
- 日本パン技術研究所

## 友好都市・ 姉妹都市・提携都市・ 交流都市

### 友好都市
- 山形県鶴岡市　1981年（昭和56年）5月25日友好都市盟約
- 長野県安曇野市　1974年（昭和49年）2月15日友好都市盟約
- 新潟県南魚沼市　2020年（令和2年）8月5日友好都市盟約

### 姉妹都市
- ゴスフォード市（オーストラリアニューサウスウェールズ州）
- ホノルル市（アメリカ合衆国 ハワイ州）

### 提携都市
- 千葉県市川市 災害時相互応援協定締結。
- 茨城県城里町災害時相互応援協定締結。
- 千葉県浦安市災害時相互応援協定締結。

### 交流都市
- 茨城県城里町
- 北海道木古内町
- 宮城県気仙沼市

## 江戸川区の施設

### 消防
東京消防庁　第七消防方面本部
- 江戸川消防署（中央2-9-13）特別救助隊・救急隊1
  - 小松川出張所（平井1-8-8）救急隊1
  - 瑞江出張所（西瑞江3-26）特別消火中隊・救急隊1
- 葛西消防署（中葛西1-29-1）救急隊1
  - 船堀出張所（船堀6-11-17）特別消火中隊・救急隊1
  - 南葛西出張所（南葛西4-4-12）救急隊1
- 小岩消防署（鹿骨2-42-11）水難救助隊・救急隊1
  - 篠崎出張所（南篠崎町5-13-1）救急隊1
  - 南小岩出張所（南小岩5-13-13）特別消火中隊・救急隊1
  - 北小岩出張所（北小岩3-1-20）救急隊1

### 警察
警視庁
- 小松川警察署（松島1-9-22）
- 葛西警察署（東葛西6-39-1）
- 小岩警察署（東小岩6-9-17）

### 救急病院
- 江戸川病院
- 小松川病院
- 松江病院
- 葛西中央病院
- 東京臨海病院
- 岩井整形外科内科病院
- 葛西昌医会病院
- 京葉病院
- 同愛会病院
- 西村記念病院
- 森山記念病院

### 主なスポーツ施設
- 江戸川競艇場
- 江戸川区球場
- 江戸川区スポーツセンター
- 江戸川区スポーツランド（東京23区で唯一の区立アイススケートリンク）
- 江戸川区総合体育館（エアライフル射撃場を備える）
- 江戸川区陸上競技場
- 江戸川区臨海球技場サッカー・ラグビー場
- 葛西防災公園
- 江戸川区水辺のスポーツガーデン（東京23区で唯一の区立ローラースケートリンク）
- 西葛西テニスコート
- 谷河内テニスコート

### 博物館・美術館・文学館
- 地下鉄博物館
- 江戸川区郷土資料室
- 関口美術館
- 杉山美術館
- 春花園BONSAI美術館
- 江戸川競艇アートミュージアム（展示スペース）
- 江戸川区角野栄子児童文学館（魔法の文学館）

### 江戸川区立図書館
- 葛西図書館
- 西葛西図書館
- 東葛西図書館
- 小岩図書館
- 中央図書館
- 松江図書館
- 東部図書館
- 小松川図書館
- 篠崎図書館
- 篠崎子ども図書館
- 鹿骨コミュニティ図書館
- 清新町コミュニティ図書館

### 公園
かつて存在した公園
- 今井児童交通公園

### その他
- 東部フレンドホール
- 瑞江葬儀所

## 交通

### 鉄道路線
東日本旅客鉄道（JR東日本）
 総武線各駅停車
- - 平井駅 |（葛飾区区間）| 小岩駅 -
- 葛飾区区間にある新小岩駅が、江戸川区役所の最寄り駅となる。

 京葉線・ 武蔵野線
- -  葛西臨海公園駅 -

東京地下鉄（東京メトロ）
 東西線
- - 西葛西駅 - 葛西駅 -

東京都交通局（都営地下鉄）
 新宿線
- -（東大島駅）- 船堀駅 - 一之江駅 - 瑞江駅 - 篠崎駅 -
- 東大島駅は旧中川（江戸川区・江東区境）上に架かっているが、駅の所在地は江東区となっている。

京成電鉄
 本線
- - 京成小岩駅 - 江戸川駅 -

その他
- 北小岩八丁目の大部分の最寄り駅は、北総線新柴又駅（葛飾区柴又）となる。
- 東葛西の浦安橋周辺と妙見島の最寄り駅は、地下鉄東西線浦安駅（千葉県浦安市北栄）となる。
- 平井地区では東武亀戸線の亀戸水神駅（江東区亀戸）や東あずま駅（墨田区立花）が徒歩利用可能圏内となる場所がある。

地理的に見て江戸川区は南北に長い区であるが、区を南北に貫く鉄道（東京全体で見て環状の鉄道交通）がなく、また23区で唯一、区内に乗換駅が存在しない。さらに、区の面積は23区で4番目に広いが、旅客鉄道の駅数は23区で目黒区（8駅）に次いで2番目に少ない11駅であり、区の面積に占める鉄道空白地帯の割合が大きい。
そのため区内南北を公共交通機関で移動する場合、鉄道とバスを乗り継いだり、いったん区外を経由したりしなければならない場合があり、公共交通機関の乗り継ぎによる時間的・経済的な負担が大きい。これは近隣の葛飾区や千葉県浦安市などと共通の課題となっている。それに対応して、2007年4月から2008年3月まで1年間、環七通りにある区内各鉄道路線の駅を南北に結ぶ急行バス「シャトルセブン」が試験運行された。運行区間は亀有駅（葛飾区）あるいは小岩駅 - 一之江駅 - 葛西駅 - 葛西臨海公園駅 - 東京ディズニーリゾート（浦安市）で、運行は京成バスに委託されている。試験運行の結果が良好だったため、増便されて2008年度も運行が継続された。2009年度からは通常路線として試験運行から本格運行へ昇格、2010年と2011年のダイヤ改正で増便された。2018年には約7年ぶりとなるダイヤ改正が実施され、新小岩駅東北広場発着の「特急バス」も新設された。
区内における南北交通を改善するべく、東京23区外縁部の環七通り沿いを環状に結ぶ鉄道（メトロセブン）の実現に向けた要望活動を行っているが、実現には至っていない。

### バス路線

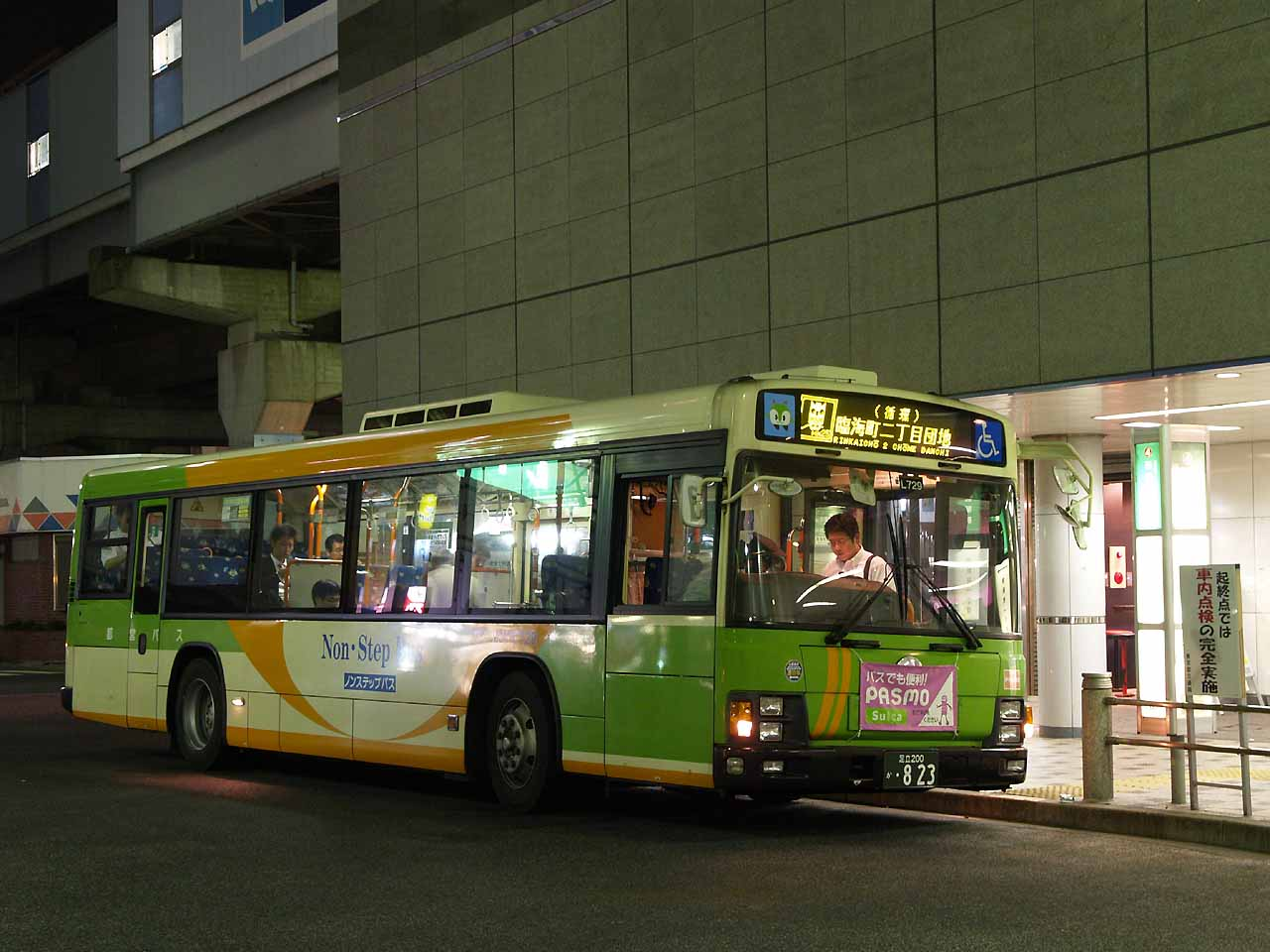
都営バス

京成環七シャトルバス

- 都営バス
  - 江戸川自動車営業所
  - 江戸川自動車営業所臨海支所
- 京成バス
  - 江戸川営業所
  - 金町営業所
- 京成バス東京
  - 葛飾営業所

### 高速路線バス・空港直行バス
- 京成バス
  - 亀有駅・小岩駅・一之江駅・葛西駅 - 羽田空港
  - 東京ディズニーリゾート・葛西駅 - 錦糸町駅・東京スカイツリータウン
  - 【深夜急行】東京駅八重洲口→葛西臨海公園駅→葛西駅・一之江駅・奥戸車庫
  - 一之江駅・葛西駅 - 成田空港
- 東京空港交通
  - 亀有駅・小岩駅・一之江駅・葛西駅 - 羽田空港

### 水上バス
- 東京都公園協会
- 東京水辺ライン
- 葛西臨海公園発着場
- 平井発着場

### 道路
高速道路
- 首都高速中央環状線
  - 小松川JCT/中環小松川入口/小松川出口
  - 船堀橋出入口
  - 清新町出入口
  - 葛西JCT
- 首都高速7号小松川線
  - 一之江出入口
  - 小松川出入口/小松川JCT
- 首都高速B 湾岸線
  - 葛西出入口 - 葛西JCT

一般国道
- 国道14号（千葉街道・京葉道路）
- 国道357号（東京湾岸道路）

都道
- 東京都市計画道路幹線街路放射第16号線（清砂大橋通り）
  - 東京都道10号東京浦安線支線
  - 東京都道450号新荒川葛西堤防線の一部
- 東京都道318号環状七号線（環七通り）
- 東京都道501号王子金町市川線（柴又街道）
- 東京都道308号千住小松川葛西沖線（船堀街道・平和橋通り）
- 東京都道315号御徒町小岩線（蔵前橋通り）
- 東京都道10号東京浦安線（葛西橋通り）
- 東京都道50号東京市川線（新大橋通り）
- 東京都道60号市川四ツ木線（奥戸街道・蔵前橋通り）
- 東京都道449号新荒川堤防線
- 東京都道450号新荒川葛西堤防線
- 東京都道451号江戸川堤防線

その他主要道路
- 今井街道
- 篠崎街道

## 江戸川区を舞台とした作品
小説
- 哀愁の町に霧が降るのだ - 椎名誠の自伝的小説。江戸川区の小岩が舞台。アパート「克美荘」の同居人の木村晋介（弁護士）、沢野ひとし（イラストレーター）、など、と繰り広げられる青春物語。
- 痛快ワンマン町づくり - 早瀬圭一著 新潮社 1964年（昭和39年）から1999年（平成11年）まで区長をつとめた中里喜一を取り上げたノンフィクション。
- スタンド・バイ・ユー便利屋タコ坊物語 - 岡根芳樹著 エイチエス 昭和62年、江戸川区一之江で学歴社会へのレールからはみ出した三人の若者が、法律に触れない仕事なら何でも引き受けるという会社を設立する。その名も「便利屋タコ坊」日本で初めて本格的な便利屋を立ち上げた男たちの物語。当時もっともけったいな個性あふれる会社だった。  金もなく、コネもない中で、知恵と勇気だけを武器に幾多の失敗を乗り越えながらも成長していく非真面目な若者たちの姿を描く。浮気調査や夜逃げの手伝い、あるいは遺骨を掘り起こしたり、二日以内に人を百人集めたり、といったハードなものから缶ジュース一本だけ届けるといった不可解な依頼の数々。失敗を繰り返しながらも、人生に必要な全てを学んでいく。

児童文学
- ルドルフとイッパイアッテナ - 斉藤洋著 講談社 主人公の猫であるルドルフとその仲間達が活躍する舞台として、同区北小岩、主に京成線北側の地域が描かれている[44]。また、作者の斉藤も同区北小岩の出身である[44]。

漫画ほか
- ラブロマ - 作者である とよ田みのるが住んでいる江戸川区の江戸川周辺をモデルとした町で繰り広げられる純愛ラブコメディー漫画。
- ひぐらしのなく頃に - 物語の舞台となる雛見沢村に登場する地名が、興宮、鹿骨、谷河内など江戸川区内の町名である。
- ドラベース - 主人公であるクロえもんらが所属する草野球チーム「江戸川ドラーズ」の本拠地である。

映画
- デスノート (映画版) - 江戸川区船堀警察署と呼ばれる架空の警察署が登場する。

ドラマ
- 救命病棟24時、グッドライフ、TOKYO MER〜走る緊急救命室〜 - 東京臨海病院で撮影が行われた。

## 著名な出身者

### 名誉区民
- 中里喜一 - 元区長

### 芸能
- 足川結珠
- 天羽希純
- 泉じゅん
- 今井茂雄
- 碓井将大
- 内山眞人
- 内海昇
- 大関れいか
- 大竹しのぶ
- 岡田将生
- 小野恵令奈
- 折笠富美子[45]
- 笠松哲朗
- 蟹江敬三
- 神尾楓珠
- 亀梨和也
- 栗原治久
- KREVA
- 小出祐介
- 後藤真希
- 志村玲那
- 須賀健太
- 須賀貴匡
- 佐久間大介
- 宮舘涼太
- 渡辺翔太
- 瀬戸かずや
- 醍醐虎汰朗
- 橘家圓蔵
- 田中傑幸
- TARAKO
- 中村一義
- 名波海紅
- 錦織一清
- 朴璐美[46]
- はたけんじ
- 雛形あきこ
- あんり
- きりやはるか
- 本田みちこ
- 松崎しげる
- 三浦研一
- 美園さくら
- 村田あゆみ
- 山上兄弟
- 山口リエラ
- 山崎怜奈
- 礼真琴
- 渡辺隆

### スポーツ選手
- 池江璃花子 - 水泳
- 桑原淳一 - 競艇
- 柳田将洋 - バレーボール
- 井野亜季子 - バレーボール
- 大山加奈 - バレーボール
- 大山未希 - バレーボール
- 寺地貴弘 - テニス
- 森嶋猛 - プロレス
- 安藤誓哉 - バスケットボール
- ホ・ミミ - 柔道

野球
- 西野真弘
- 中村祐太
- 齊藤大将
- 横山陸人
- 深沢鳳介
- 青木勇人
- 藤谷周平
- 大塚豊
- 小谷野栄一
- 伊東昭光
- 森範行
- 高口隆行
- 玉木朋孝
- 幸田正広
- 北川哲也
- 中村一生
- 稲葉大樹
- 米谷真一 - 元子役
- 楢岡美和

サッカー
- 高木義成
- 近藤祐介
- 石川大徳
- 幸野志有人
- 古沼貞雄
- 浦田樹
- 長野風花

相撲
- 英乃海拓也
- 翔猿正也
- 栃錦清隆
- 岩風角太郎
- 玉力道栄来
- 緑國政雄
- 大翔大豪志
- 錦風真悟
- 第34代木村庄之助

### 文芸・学術・音楽
- 石田衣良 - 作家
- 植草一秀 - 経済学者
- 斉藤洋 - 作家
- 高橋辰郎 - チェンバロ製作家
- 西村賢太 - 作家
- 湯浅洋 - プロデューサー
- 藤原道山 - 尺八演奏家
- 山口恵以子 - 作家
- イアン筒井 - 作家
- 宮島達男 - 美術家
- 佐藤信之 - 交通評論家

### アナウンサー
- 松丸友紀
- 奥田美香子
- 須賀宣之
- 伊藤裕樹
- 伊藤健太
- 野田美佳子
- 田村直之
- 見浪哲史
- 吉田照美
- 和田郁夫
- 野川諭生
- 胡口和雄
- 宮島咲良

### その他
- 金井茂 - 政治家
- 初鹿明博 - 政治家
- 後藤祐樹 - 政治家、元EE JUMP
- 斎藤一人 - 銀座まるかん創業者
- 中町兄妹（中町JP、中町綾） - YouTuberグループ
- 野田仁実 - 野田佳彦夫人

## マスコットキャラクター
- えどちゃん - 江戸川区産の花や野菜を応援する（あさがおさん、えだまめちゃん、ばれいしょくん、はなちゃん、こまつなくんなどもいる）
- えど金ちゃん
- エドレンジャー - 商店街を活性化する
- お湯の富士 - 江戸川区浴場組合の相撲キャラクター
- ハッピィちゃん - 江戸川区民まつりのマスコット